# Sammy Davis Jr.
Samuel George Davis Jr. (New York, 8 dicembre 1925 – Beverly Hills, 16 maggio 1990) è stato un cantante, ballerino, attore e comico statunitense.

## Biografia
Sammy Davis Jr. era figlio di due ballerini di vaudeville, Sammy Davis Sr., ed Elvera Sanchez. Il lavoro nel mondo dello spettacolo li teneva lontani da casa per lunghi periodi, così fu la nonna materna ad occuparsi di lui nei suoi primi anni di vita. Quando Sammy Davis Jr. aveva tre anni, i genitori si separarono. Suo padre, che non voleva perdere la custodia del figlio, lo portò in tournée con sé.
Imparò a ballare fin da piccolo da suo padre e dallo "zio" Will Mastin, il capoballerino della compagnia di cui suo padre faceva parte. Ben presto si unì a loro partecipando agli spettacoli da loro rappresentati e i tre divennero il Will Mastin Trio. Per aggirare le leggi che vietavano il lavoro minorile spesso il piccolo Sammy veniva presentato come «Sammy il silenzioso, il nano ballerino», mentre dietro le quinte girava con un sigaro in bocca e una ragazza per braccio. A 7 anni fu protagonista, con Ethel Waters, del cortometraggio musicale Rufus Jones for President (1933); apparve anche in un altro cortometraggio Seasoned Greetings (1933).
Il padre e lo "zio" cercarono di proteggere il giovane Sammy dal razzismo, dicendogli, per esempio, che gli insulti che ricevevano erano dovuti a invidia e gelosia. Lo scontro con la brutta realtà del pregiudizio razziale avvenne durante la seconda guerra mondiale, quando Sammy si arruola nell'esercito degli Stati Uniti. Di quella esperienza ebbe poi a dire:

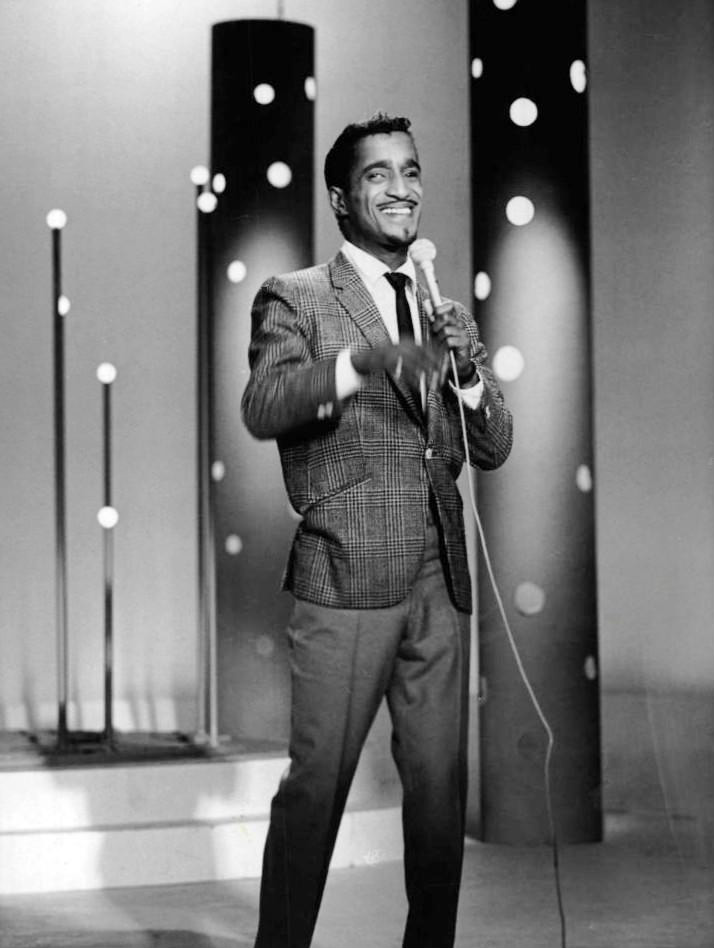
Sammy Davis Jr. durante un'esibizione nel 1966.

Sotto le armi si unì a un gruppo che faceva spettacoli di intrattenimento per le truppe, e si rese conto che sotto le luci della ribalta alcuni pregiudizi sparivano. «Il mio talento era la mia arma, il mio potere, il mio modo di lottare. Era l'unica maniera in cui potevo sperare di influire sulla mentalità delle persone» disse. Lasciato l'esercito, si riunì allo spettacolo di danza e iniziò a mietere successi. La sua ascesa si interruppe temporaneamente nel 1954, a causa di un incidente d'auto in cui perse l'occhio sinistro.
Sembra però che l'incidente avesse un'origine particolare. Sammy Davis ebbe negli anni cinquanta una relazione con Kim Novak e, da quanto scrive Kenneth Anger nel suo libro Hollywood Babilonia III, questa gli costò cara. Anger racconta: «Kim era sotto contratto con la Columbia e la sua carriera poteva essere rovinata dalla rivelazione dell'amore. Così il boss della major manda a casa Davis dei sicari che gli cavano un occhio con un cucchiaio». Tuttavia questa versione non ha mai trovato conferme mentre è più plausibile che Harry Cohn avesse ingaggiato il gangster Johnny Roselli (suo amico) per convincere Davis a terminare la relazione. Roselli organizzò un rapimento per spaventare Davis.
Il matrimonio con la ballerina Loray White del 1958, organizzato in fretta e altrettanto in fretta terminato, fu un tentativo di sviare l'attenzione. Sammy Davis Junior confermò di aver perso l'occhio nell'incidente automobilistico a San Bernardino in un incrocio della Highway 66 tra Cajon Boulevard e Kendall Drive. Per un po' di tempo indossò una benda, finché Humphrey Bogart non lo convinse a toglierla. «Tu non vuoi diventare famoso come il ragazzo con la benda», gli disse. Durante la permanenza in ospedale maturò la fede nell'ebraismo e si convertì. Nel 1955 riprese l'attività con la pubblicazione del suo secondo album. La tappa successiva della carriera fu l'apparizione nello spettacolo Mr. Wonderful a Broadway.

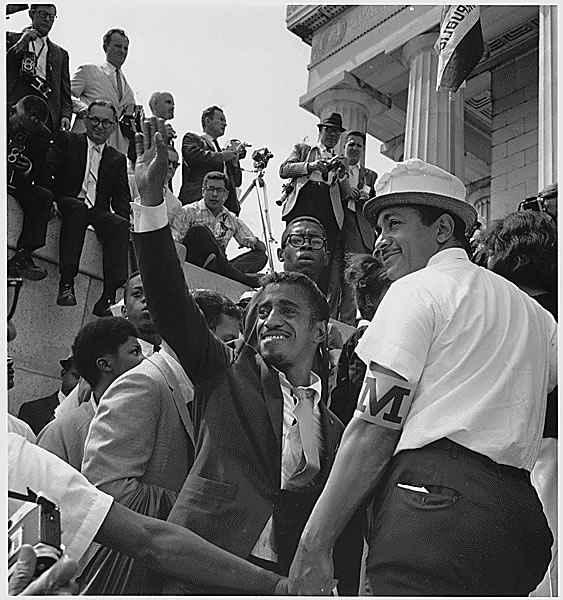
Sammy Davis Jr. alla marcia per i diritti civili del 1963.

Nel 1959 divenne uno dei componenti fissi del Rat Pack, il gruppo di attori e cantanti capitanato dal suo amico Frank Sinatra. Con il Rat Pack interpretò diversi film, tra cui Colpo grosso (Ocean's Eleven) (1960), Tre contro tutti (1962), I 4 di Chicago (1964). Sammy Davis Jr. e gli altri del Rat Pack giocarono un ruolo importante nella lotta alla segregazione razziale nei nightclub di Miami e nei casinò di Las Vegas, rifiutandosi di esibirsi e di frequentare quelli che discriminavano i neri. Molti locali adottarono un atteggiamento più tollerante pur di poter vantare la presenza di ospiti così celebri.
Persino un amico leale come Sammy Davis Jr. fu portato una volta a commentare aspramente l’arrogante comportamento di Sinatra: un’affermazione che gli costò il posto all’interno del clan per diversi mesi. «Io amo Frank», disse durante uno show radiofonico del 1960, «ma ci sono molte cose di quelle che fa per le quali non ci sono scuse. Non importa se sei l’uomo di maggior talento del mondo. Questo non ti dà diritto di calpestare le persone e trattarle male».
Uno dei suoi principali successi come cantante è il brano What Kind of Fool Am I del 1962, inserito nell'album What Kind of Fool Am I and Other Show-Stoppers.
Nel 1960 fece scalpore il matrimonio di Sammy Davis Jr. con l'attrice di origine svedese May Britt (negli USA i matrimoni interrazziali erano vietati in 31 stati). Ebbero tre figli e divorziarono nel 1968. Nel 1970 si risposò con un'altra attrice, Altovise Davis, con cui rimase per il resto della vita. Nel 1972 il singolo The Candy Man raggiunse la prima posizione nella Billboard Hot 100 per tre settimane. Nel 1989 partecipò al suo ultimo film, Tap - Sulle strade di Broadway.
Sammy Davis Jr. morì nel 1990 per un cancro alla gola. A lui sopravvissero la madre (che sarebbe morta nel 2000, a 95 anni) e la nonna materna Luisa Valentina Aguiar (morta nel 1996, a 112 anni).

## Citazioni nella letteratura
Nel romanzo di Jonathan Safran Foer, Ogni cosa è illuminata, il nome del cagnolino che accompagna il nonno del protagonista è Sammy Davis Junior Junior, in omaggio al ballerino statunitense.

## Citazioni nel cinema
In Il mio amico Eric, di Ken Loach, uno degli amici del protagonista alla proposta «Adesso voglio che tu pensi a qualcuno che a te piace, a qualcuno di cui ti piacerebbe emulare carisma e sicurezza di sé», risponde «Sammy Davis Jr.… Sì, perché è uno sicuro di sé». In La sposa cadavere, di Tim Burton, Bonejangles - lo scheletro che nell'aldilà racconta la storia della morte della sposa al giovane protagonista - è un tributo alla figura di Sammy Davis Jr., riconoscibile dalla bombetta in testa e dal fatto che abbia un solo occhio anche lui.
In Ogni cosa è illuminata, di Liev Schreiber, il nonno di Alex chiama il suo cane Sammy Davis Jr. perché egli era un suo grande fan. Il nonno di Alex si dichiara antisemita (anche se in realtà ha origini ebree anche lui) e quando Jonathan gli fa presente che Sammy Davis Jr. era ebreo lui risponde: «Non è possibile!».
Nell'episodio de I Simpson intitolato Tale padre, tale clown (sesto episodio della terza stagione), Bart per riavvicinare Krusty e suo padre cita Sammy Davis Jr: «Gli ebrei sono un popolo in gamba. Insomma ho sentito parlare di persecuzione, ma quello che hanno subito loro è molto di più. Comunque la cosa più strepitosa è che dopo migliaia di anni di attesa e di tenacia e di lotta alla fine ce l'hanno fatta».

## Filmografia parziale

### Cinema
- Rufus Jones for President, regia di Roy Mack (1933) - cortometraggio
- Seasoned Greetings, regia di Roy Mack (1933) - cortometraggio
- Sweet and Low, regia di Jerry Hopper (1947) - cortometraggio
- Anna Lucasta la ragazza che scotta (Anna Lucasta), regia di Arnold Laven (1958)
- Porgy and Bess, regia di Otto Preminger, Rouben Mamoulian (1959)
- Colpo grosso (Ocean's Eleven), regia di Lewis Milestone (1960)
- Pepe, regia di George Sidney (1960)
- Tre contro tutti (Sergeants 3), regia di John Sturges (1962)
- Tre passi dalla sedia elettrica (Convicts 4), regia di Millard Kaufman (1962)
- Johnny Cool, messaggero di morte (Johnny Cool), regia di William Asher (1963)
- I 4 di Chicago (Robin and the 7 Hoods), regia di Gordon Douglas (1964)
- Sfida sotto il sole (Nightmare in the Sun), regia di John Derek, Marc Lawrence (1965)
- Sale e pepe: super spie hippy (Salt and Pepper), regia di Richard Donner (1968)
- Sweet Charity - Una ragazza che voleva essere amata (Sweet Charity), regia di Bob Fosse (1969)
- Controfigura per un delitto (One More Time), regia di Jerry Lewis (1970)
- La corsa più pazza d'America (The Cannonball Run), regia di Hal Needham (1981)
- La corsa più pazza d'America n. 2 (Cannonball Run II), regia di Hal Needham (1984)
- Tap - Sulle strade di Broadway (Tap), regia di Nick Castle (1989)

### Televisione
- General Electric Theater – serie TV, episodi 7x03-8x21-9x16 (1958-1961)
- Indirizzo permanente (77 Sunset Strip) – serie TV, episodio 4x41 (1962)
- The Dick Powell Show – serie TV, episodio 1x22 (1962)
- La legge di Burke (Burke's Law) – serie TV, episodio 1x06 (1963)
- Ben Casey – serie TV, episodio 3x04 (1963)
- Selvaggio west (The Wild Wild West) – serie TV, episodio 2x05 (1966)
- Strega per amore (I Dream of Jeannie) – serie TV, episodio 2x23 (1967)
- The Danny Thomas Hour – serie TV, episodio 1x09 (1967)
- Arcibaldo (All in the Family) – serie TV, episodio 2x19 (1972)
- Poor Devil, regia di Robert Scheerer – film TV (1973)
- Charlie's Angels – serie TV, episodio 2x14 (1977)
- I Jefferson (The Jeffersons) – serie TV, episodio 10x11 (1984)
- Alice in Wonderland – miniserie TV (1985)
- I Robinson (The Cosby Show) – serie TV, episodio 5x16 (1989)

## Doppiatori italiani
- Oreste Lionello in Johnny Cool, messaggero di morte, Controfigura per un delitto
- Sergio Di Giulio in La corsa più pazza d'America, La corsa più pazza d'America n. 2
- Sergio Tedesco in Colpo grosso
- Gianfranco Bellini in I 4 di Chicago
- Pino Locchi in Tap - Sulle strade di Broadway

## Discografia
- Starring Sammy Davis, Jr., Decca, 1955.
- The Wham of Sam (Reprise,1961)
- Mr. Entertainment (Reprise, 1961)
- Sammy Davis Jr. Belts the Best of Broadway (Reprise, 1962)
- The Sammy Davis Jr. All-Star Spectacular (Reprise, 1962)
- What Kind of Fool Am I and Other Show-Stoppers (Reprise, 1962)
- As Long as She Needs Me (Reprise, 1963)
- Me-Nots, Decca, 1964.
- Nat Cole Song Book, Reprise, 1965.
- The Best of Sammy Davis, Jr., Decca, 1966.
- What Kind of Fool Am I, Harmony, 1971.
- Portrait of Sammy Davis, Jr., MGM, 1978.
- Hey There! It's Sammy Davis, Jr. at His Dynamite Greatest, MCA.
- The Great Sammy Davis, Jr., Columbia, 1988

Quelli di seguito sono alcuni album registrati con The Rat Pack (Frank Sinatra, Dean Martin, Sammy Davis Jr.):
- Eee-O-11: The Best Of The Rat Pack, Capitol 2001 (antologia);
- The Summit in Concert - The "Rat Pack" live from Villa Venice in Las Vegas. Recorded 1962. DCC;
- The Rat Pack - 50 Original Recordings, Phantom 2007.